# 46977 Kraków
46977 Kraków este un asteroid din centura principală, descoperit pe 18 septembrie 1998, de Eric Elst.